# 宇文士及
宇文 士及（うぶん しきゅう、生年不詳 - 642年）は、中国の唐の政治家・軍人。雍州長安県の出身。字は仁人。宇文化及・宇文智及の異母弟。宇文禅師・宇文崇嗣の父。宇文測微の祖父。宇文鼎の曾祖父。宇文楊・宇文綜の高祖父。

## 経歴
隋の右衛大将軍宇文述の子として生まれた。開皇末年、宇文述の勲功により士及は新城県公に封じられた。文帝は士及と語り合って気に入り、晋王楊広（煬帝）の長女である南陽公主を嫁がせ、尚輦奉御とした。616年、父の宇文述の死の喪に服すために職を辞し、喪が明けると鴻臚少卿となった。618年、異母兄の宇文化及が煬帝を殺害すると、士及は蜀王に封じられた。 
士及は以前から高祖李淵と親交があり、士及が宇文化及に従って黎陽まできたとき、李淵は信書を出して彼を召しだそうとした。当時、宇文化及の勢力は逼塞しており、士及は彼に唐への帰順を勧めたが、宇文化及は聞き入れず、竇建徳に敗れた。士及は済北の豪傑たちと謀って竇建徳と対抗しようとしたが、形勢を見て取りやめ、封倫とともに唐に帰順した。李淵に謝罪し、李淵は旧交を思って笑って許した。当時士及の妹は、李淵の後宮に上がり昭儀となって寵愛を受け、このため士及は上儀同に任じられた。秦王李世民に従って宋金剛を討ち、功績により隋の時の旧封を回復し、宗室の娘を妻とし、秦王府で驃騎将軍に任じられた。王世充らに対する征戦に従軍し、爵位は郢国公に進んだ。625年、権検校侍中となり、太子詹事を兼ねた。
626年、太宗李世民が即位すると、中書令に任じられ、益州に実封七百戸を受け、本官のまま検校涼州都督となった。殿中監・蒲州刺史・右衛大将軍などを歴任した。軍事では厳しく部下の将兵を鞭打ったりしたが、政治では寛容で簡素を旨とした。幼い弟たちや兄の孤児たちを可愛がり、友人づきあいも親密であった。また太宗と語り合ったことは固く秘密にして、その妻に問われても答えず、太宗に深く信任された。642年に死去。左衛大将軍・涼州都督の位を追贈され、昭陵に陪葬された。諡を「恭」とされたが、黄門侍郎の劉洎が「士及は家にあっては豪奢であったので『恭』というべきでない」と言い、「縦」と改めさせたという。

## 伝記資料
- (中国語) 隋書/卷85, ウィキソースより閲覧。 列伝第50「宇文化及伝」
- (中国語) 旧唐書/卷63, ウィキソースより閲覧。 列伝第13「宇文士及伝」
- (中国語) 新唐書/卷100, ウィキソースより閲覧。 列伝第25「宇文士及伝」